# Zwiesel (Sattel)

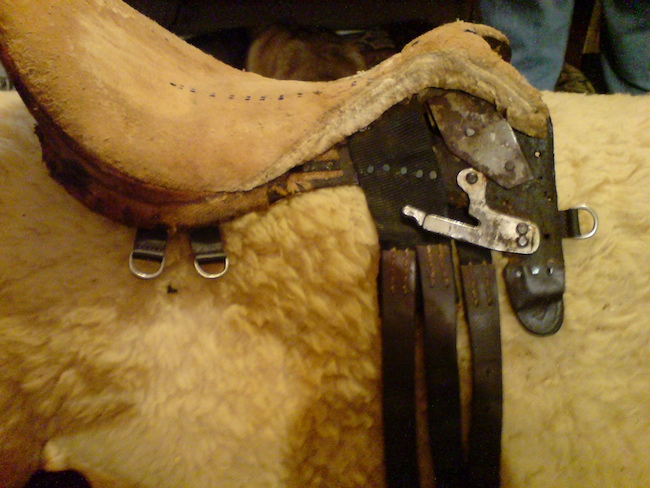
Sattel, bei dem das meiste Leder entfernt wurde, dadurch sind Baum und Sitzpolster sichtbar

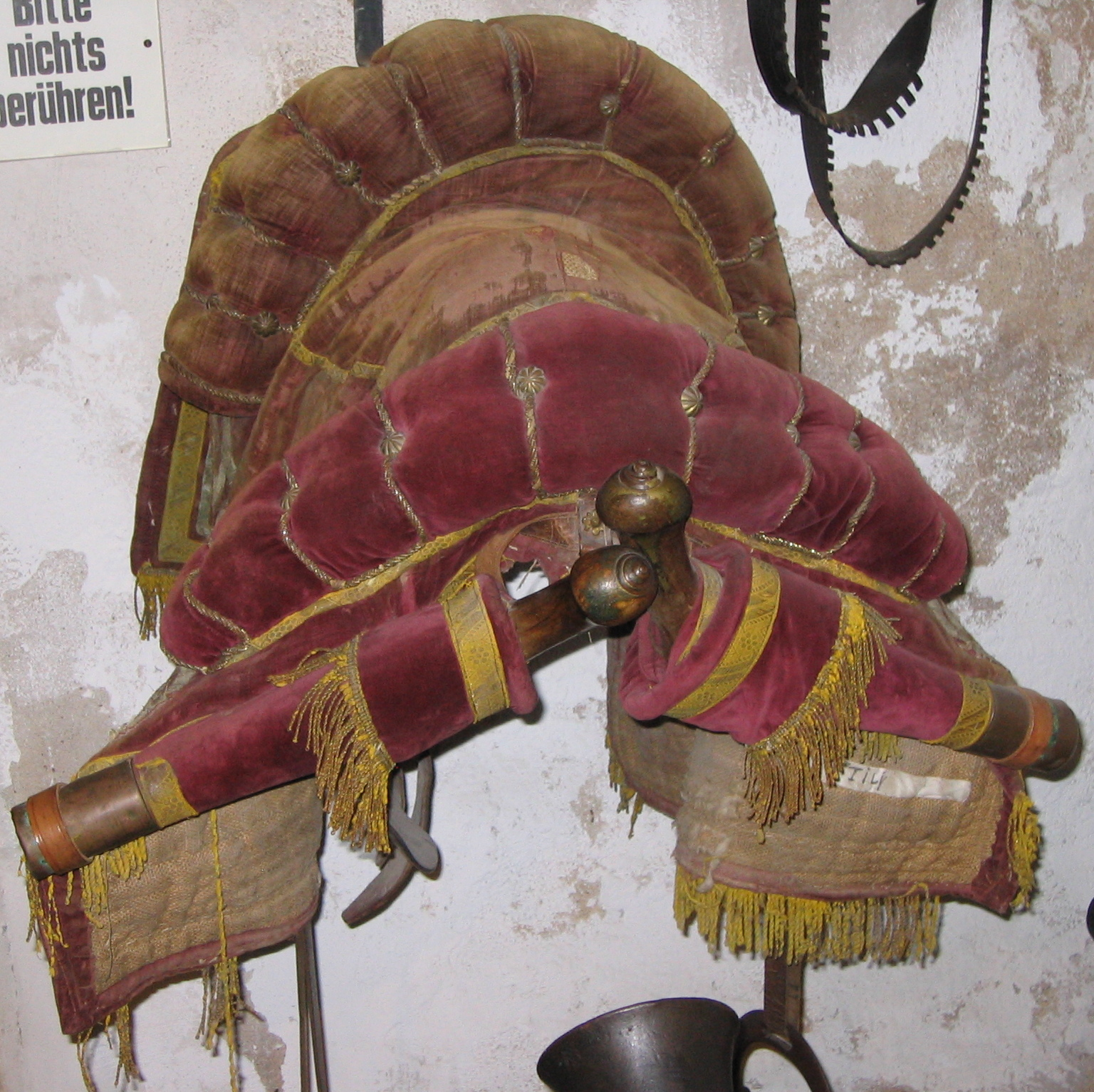
Offizierssattel aus dem 17. Jahrhundert mit hohen Zwieseln

Vorder- und Hinterzwiesel verbinden die Trachten am Sattelbaum eines Reitsattels und sorgen dafür, dass kein Druck auf die Wirbelsäule des Pferdes entsteht. Bei höherer Ausführung geben sie dem Reiter zusätzlichen Halt im Sattel, schränken im Gegenzug aber seine Bewegungsfreiheit ein. Beim ursprünglichen Bocksattel, wie er heute noch bei Lasttieren gefunden wird, waren die Zwiesel gabelartige Querstücke aus Holz. Der Vorderzwiesel enthält das Kopfeisen, das die Kammerweite des Sattels bestimmt. Bis zur Mitte des 19. Jahrhunderts wurden sie aus Holz, später aus Eisen oder aus eisenverstärktem Holz gefertigt. Heute sind auch Zwiesel aus Kunststoffmaterialien auf dem Markt.
Beim Westernsattel werden der Vorderzwiesel als Fork und der Hinterzwiesel als Cantle bezeichnet.
Ausgeprägte Zwiesel hat der Sattel der Gardians.
Bei Arbeitssätteln, wie zum Beispiel dem Westernsattel, werden Vorder- und Hinterzwiesel oftmals höher ausgeführt, um dem Reiter einen sichereren und ermüdungsfreieren Sitz zu ermöglichen.

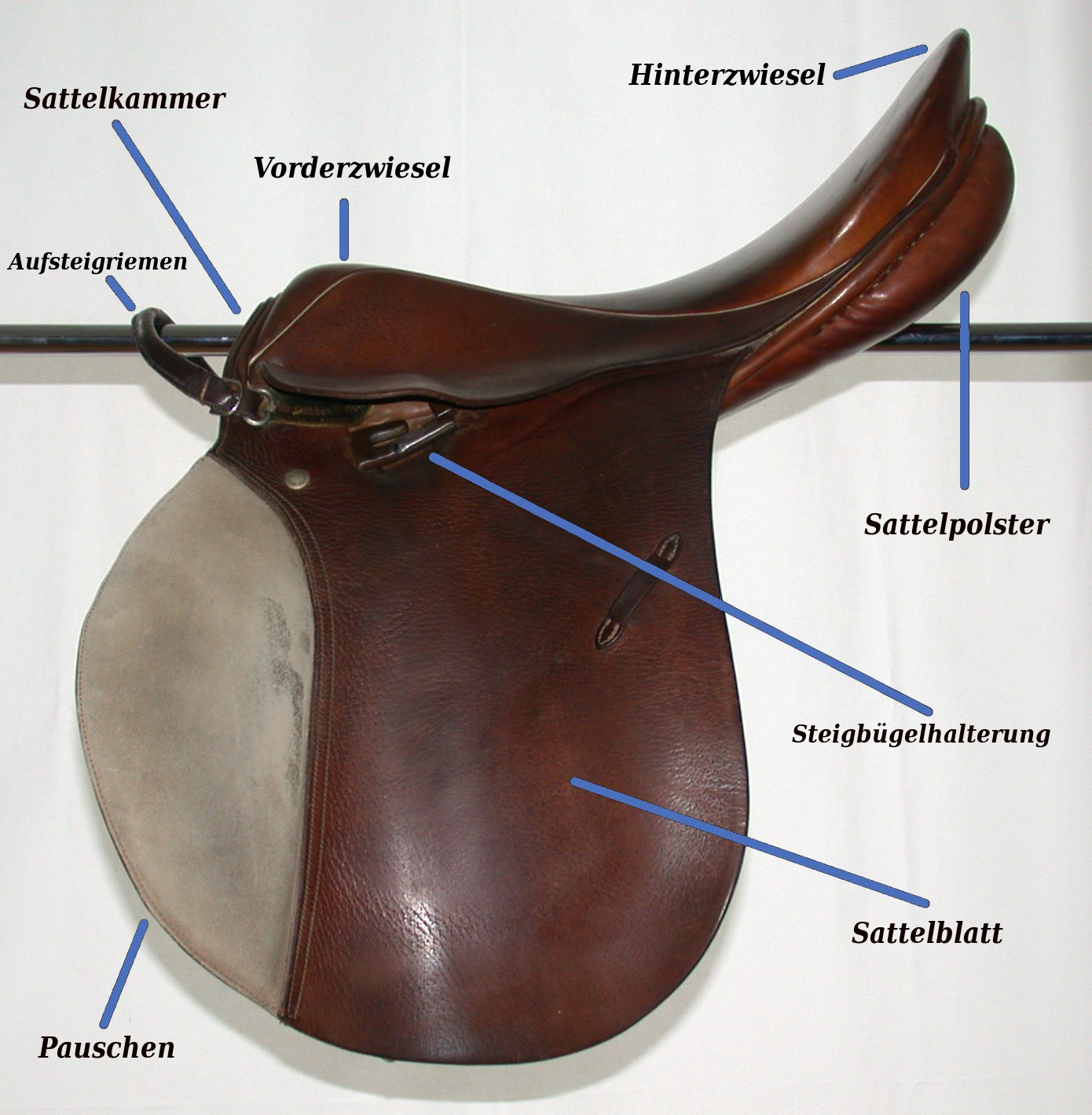
Englischer Sattel (Pritschensattel) mit Benennung der Einzelteile
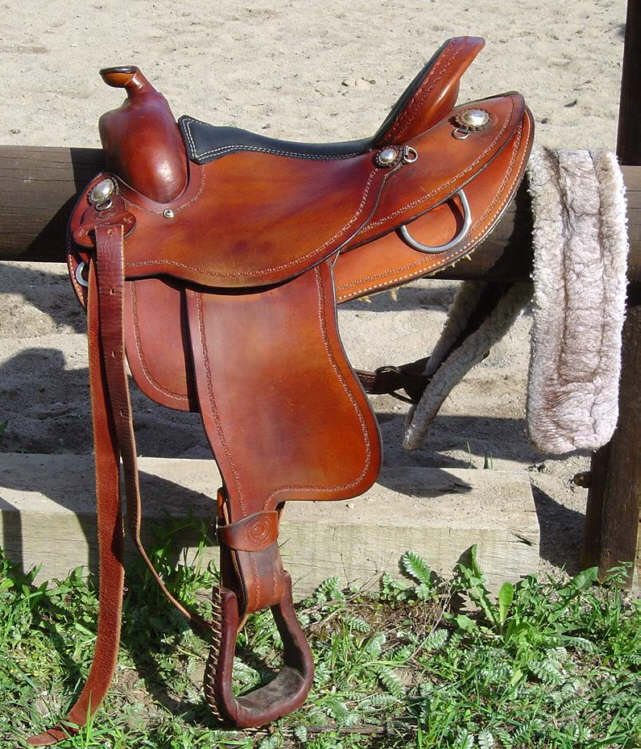
Westernsattel mit deutlich erhöhtem Hinterzwiesel
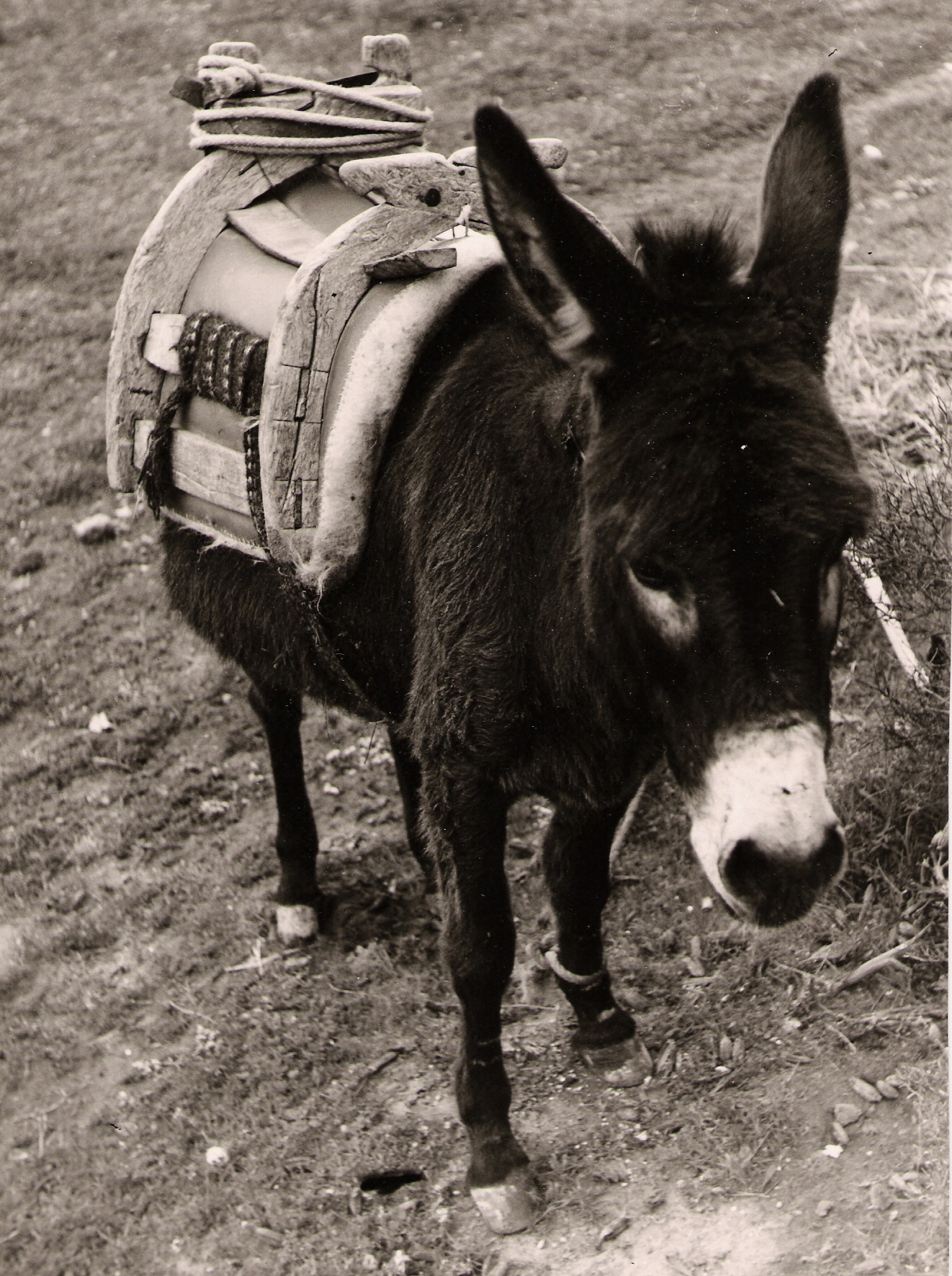
Lasten-Bocksattel
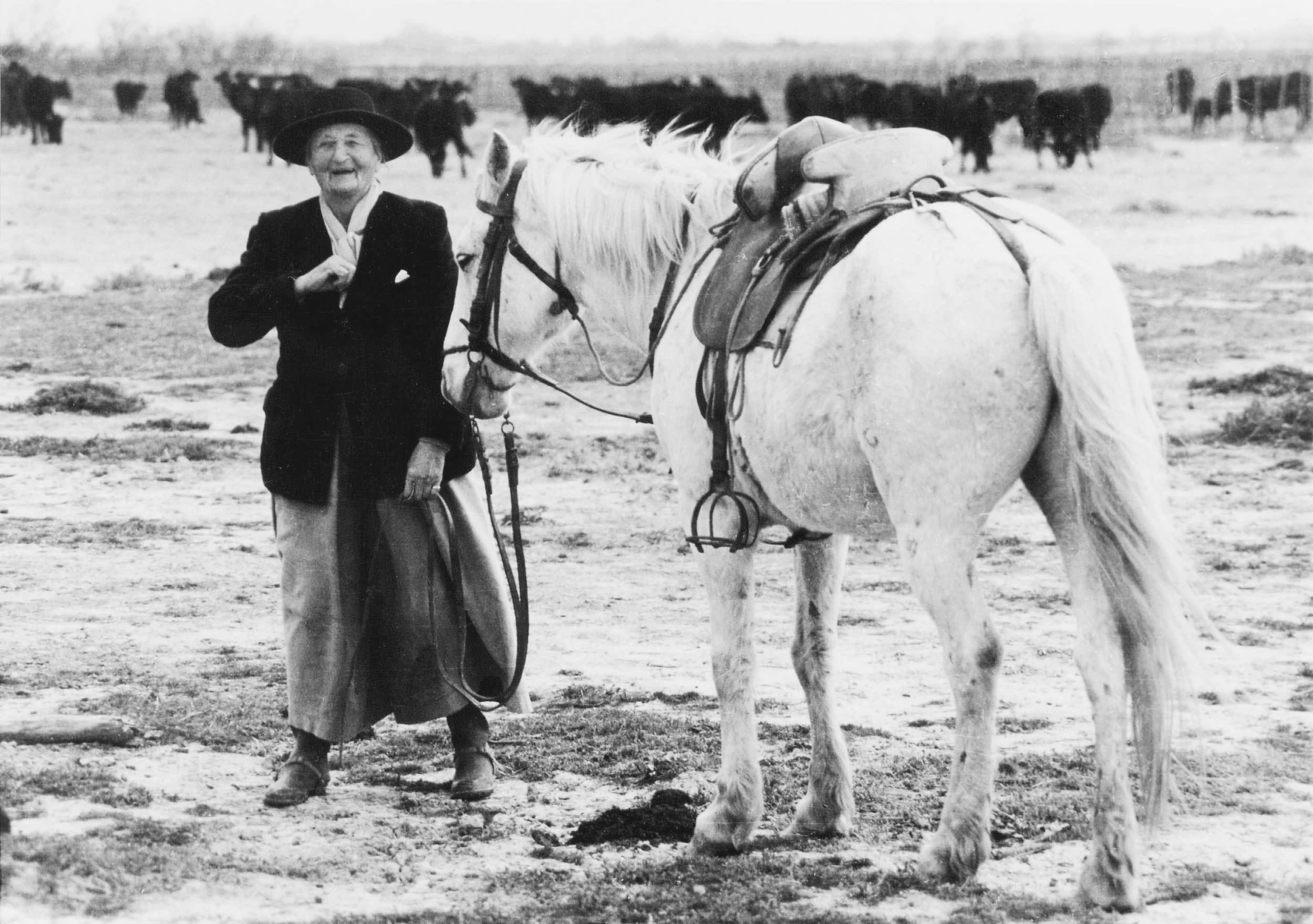
Fanfonne Guillierme (Gardian)